# Ozero Ljudvisjtje
Ozero Ljudvisjtje (ryska: Озеро Людвище) är en sjö i Belarus.   Den ligger i voblasten Vitsebsks voblast, i den norra delen av landet, 170 km norr om huvudstaden Minsk. Ozero Ljudvisjtje ligger 135 meter över havet. Arean är 0,22 kvadratkilometer. Den sträcker sig 0,7 kilometer i nord-sydlig riktning, och 0,6 kilometer i öst-västlig riktning.
Omgivningarna runt Ozero Ljudvisjtje är en mosaik av jordbruksmark och naturlig växtlighet. Runt Ozero Ljudvisjtje är det glesbefolkat, med 13 invånare per kvadratkilometer.